# شانون تاربت
شانون تاربت (انگلیسی: Shannon Tarbet؛ زادهٔ ۲۷ اکتبر ۱۹۹۱) بازیگر، بازیگر سینما و بازیگر تئاتر اهل بریتانیا است.
از فیلم‌ها یا برنامه‌های تلویزیونی که وی در آن نقش داشته‌است می‌توان به یک قول اشاره کرد.